# (36088) 1999 RD92
1999 RD92 (asteroide 36088) é um asteroide da cintura principal. Possui uma excentricidade de 0.15297440 e uma inclinação de 11.13968º.
Este asteroide foi descoberto no dia 7 de setembro de 1999 por LINEAR em Socorro.